# Tom Zuidema
Tom Zuidema (Haarlem, Países Bajos, 24 de mayo de 1927-Urbana, Illinois, Estados Unidos, 2 de marzo de 2016) fue profesor de Antropología y Estudios Latinoamericanos y del Caribe en la Universidad de Illinois en Urbana-Champaign.
Es conocido por sus destacadas contribuciones sobre la organización social y política de los incas. Su primer trabajo consistió en un análisis estructural del sistema de ceques. Posteriormente amplió este enfoque, basado en el estructuralismo francés y holandés, a otros aspectos de la civilización andina, en particular el parentesco, el calendario inca y la comprensión incaica de la astronomía.

## Biografía
Zuidema nació en Haarlem, Países Bajos. Obtuvo un doctorado en su país de origen y luego se trasladó a los Estados Unidos. Empezó a estudiar ciencias sociales indonesias pero más tarde se pasó a la antropología de América del Sur. La razón principal de esto fue que Indonesia se independizó de los Países Bajos, y no pudo trabajar más en el país. Zuidema estudió español en Madrid y se mudó a Perú en 1957. Publicó un estudio sobre los ceques de Cuzco en 1962. En 1964 Zuidema se mudó con su familia a Perú y comenzó a enseñar en la Universidad San Cristóbal de Huamanga. Después de tres años regresó a los Estados Unidos y comenzó a trabajar en la Universidad de Illinois en Urbana-Champaign. En 1993 se retiró.
En 1977 Zuidema se convirtió en corresponsal de la Real Academia de Artes y Ciencias de los Países Bajos. En 1993 recibió un doctorado honoris causa de la Pontificia Universidad Católica del Perú. En 2003 recibió el mismo reconocimiento por parte de la Universidad Nacional Mayor de San Marcos y en 2006 por la Universidad Nacional de San Antonio Abad del Cusco

## Libros
- El sistema de ceques del Cuzco: la organización social de la capital de los Incas (1964)
- La civilización inca en el Cuzco (1990)
- El calendario inca. Tiempo y espacio en la organización ritual del Cuzco. La idea del pasado (2011)
- Códigos del tiempo: Espacios rituales en el mundo andino (2015)